# 6L6
6L6は、RCAが1936年4月に発表し、オーディオ周波数帯域のパワーアンプ用として販売したビームパワー管の呼称である。

## 概要
6L6は、アノードとスクリーン・グリッドの間に低電位空間電荷領域を形成してアノード二次放出電子をアノードに戻すことを利用したビーム四極管であり、パワー五極管と比較して大幅な性能向上を実現した。21世紀には、6L6の変種が製造され、一部のハイファイ・オーディオ・アンプや楽器アンプに使用されている。

典型的な6L6タイプの電極構造とビーム形成を示す上面視断面図

## 開発史
英国では、EMIの3人のエンジニア（アイザック・シェーンバーグ、キャボット・ブル、シドニー・ロッダ）が、陽極とスクリーン・グリッドの間に高密度の空間電荷領域を作り、陽極の二次電子を陽極に戻す電子ビームを形成する新しい電極構造を利用した出力四極管を開発し、1933年と1934年に特許を申請していた。この新しい真空管は、同様の出力用五極管に比べて性能が向上し、1935年1月の物理光学学会展示会でマルコーニN40として発表された。

### 電極配置の重要性
6L6の高いトランスコンダクタンスと高いプレート抵抗は、周波数応答を滑らかにし、電圧過渡を抑制し、スプリアス発振を防止する電極配置と回路設計を必要とする。
N40の出力4極管は約1000本生産されたが、EMIとゼネラル・エレクトリック（GE）の共同所有下にあったマルコーニ・オスラム真空管会社（Marconi-Osram Valve、MOV）は、グリッド電極を良好に配置して製造するには設計が難しすぎると考えた。MOVはアメリカのRCAと設計共有契約を結んでいたため、設計はRCAに引き継がれた。
6L6に利用された金属管技術はゼネラル・エレクトリック（GE）によって開発され、1935年4月に導入され、当時RCAはGEのために金属エンベロープ管を製造していた。ガラスエンベロープ管と比較した金属管構造の利点には、小型化、堅牢性、電磁シールド、および電極間キャパシタンスの縮小があった。6L6のスクリーン電力損失は3.5ワット、プレートとスクリーンを合わせた電力損失は24ワットであった。

## 電気特性

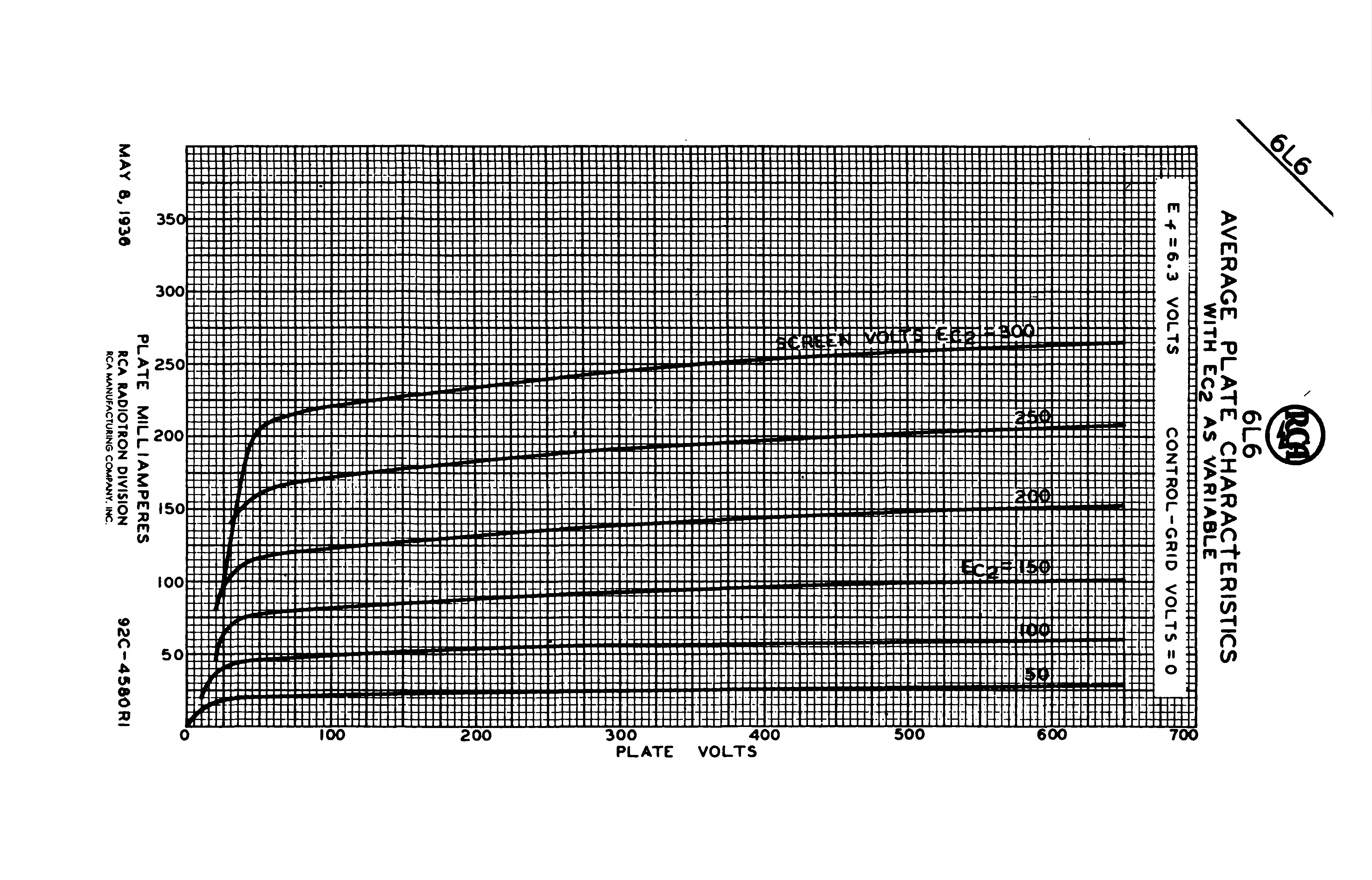
スクリーン・グリッド（グリッド2）電圧をパラメータとした陽極特性。

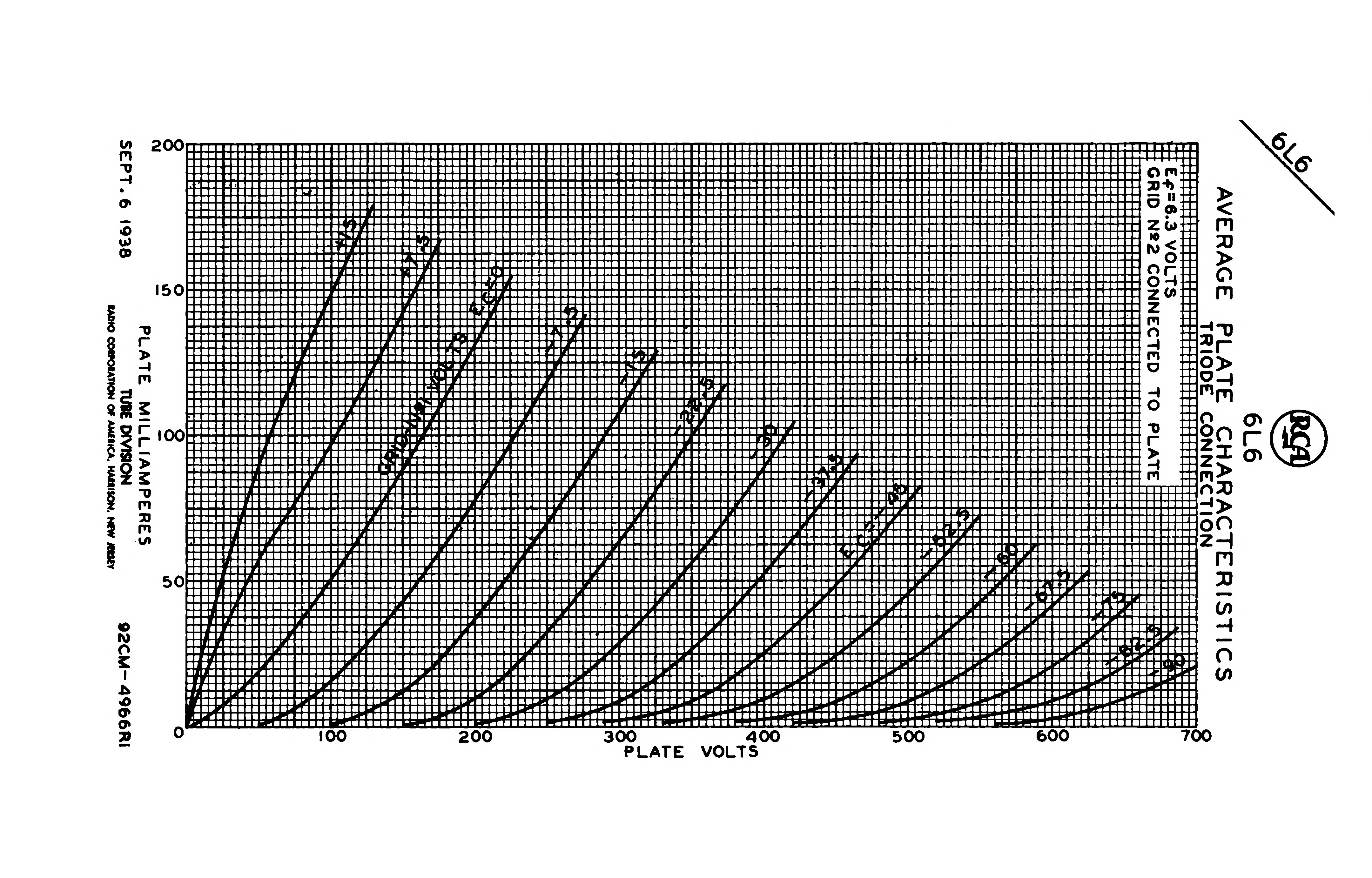
スクリーン・グリッド（グリッド2）をアノードに接続した場合のアノード特性（つまり3極管として使用した場合）。

右図のような電気特性である。

## 変種
6L6シリーズの電圧・電力定格は、より厚いプレート、より大きな直径のワイヤのグリッド、グリッドの冷却フィン、超ブラックプレートコーティング、ベースの低損失材料などの機能によって徐々に向上した。6L6のバリエーションには、6L6G、6L6GX、6L6GA、6L6GAY、6L6GB、5932/6L6WGA 、6L6GCが含まれる。
オリジナルの6L6以降のすべてのバリエーションは、ガラス・エンベロープを採用している。 型番記号のうち「W」は、より大きな振動と衝撃に耐えるように設計されたチューブであることを示す。型番記号のうち「Y」は、ベースの絶縁材料がジスラノールであることを示す。
6L6とその変種は、音響拡声装置、楽器アンプ、無線通信機器、無線送信機の音声増幅段用途として普及した。
2021年現在、6L6とその変種はロシア、中国、スロバキアで製造されている。

## 改良された代替品
- 5881

## 類似品種
- 6P3S（露: 6П3С）
- 6P3S-E（露: 6П3С-E）
- 7027a